# 平群村
平群村（へぐりむら）は、千葉県安房郡（平郡）にかつて存在した村である。現在の南房総市の北部（旧富山町）に位置している。
平郡の旧郡名である平群郡にちなんだ村名である。南房総市の大字名として旧村名と同じ読み「平久里」表記で現存するほか、南房総市立平群小学校等にその名をとどめる。和名抄郡名一覧では安房国の国府所在地とされる。

## 沿革
- 1889年（明治22年）4月1日 - 町村制施行により、平久里中村、山田村、荒川村、平久里下村、犬掛村、吉沢村、川上村、井野村が合併し、平郡平群村が発足。
- 1897年（明治30年）4月1日 - 平郡が統合されて安房郡となる。
- 1955年（昭和30年）2月11日 - 岩井町と合併して富山町を新設。同日平群村廃止。
- 2006年（平成18年）3月20日 - 富山町が富浦町、白浜町、千倉町、丸山町、和田町、三芳村と合併し南房総市を新設。